# Selección femenina de voleibol sub-20 de Checoslovaquia
La selección femenina de voleibol sub-20 de Checoslovaquia representó a Checoslovaquia en el voleibol femenino sub-20 y fue regida por la Federación Checoslovaca de Voleibol, fue miembro de la Federación Internacional de Voleibol (FIVB) y también una parte de La Confederación Europea de Voleibol (CEV).

## Participaciones

### Campeonato Mundial
| Campeonato Mundial de Voleibol Femenino Sub-20 | Campeonato Mundial de Voleibol Femenino Sub-20 |
| Año                                            | Pos.                                           |
| ---------------------------------------------- | ---------------------------------------------- |
| 1977                                           | No clasificó                                   |
| 1981                                           | No clasificó                                   |
| 1985                                           | 10°                                            |
| 1987                                           | No clasificó                                   |
| 1989                                           | No clasificó                                   |
| 1991                                           | 6°                                             |
| Total                                          | 2/6                                            |

### Campeonato Europeo de Voleibol Femenino Sub-20
| Año   | Pos.              |
| ----- | ----------------- |
| 1966  | Medalla de bronce |
| 1969  | 4°                |
| 1971  | 5°                |
| 1973  | Medalla de plata  |
| 1975  | Medalla de plata  |
| 1977  | Medalla de plata  |
| 1979  | Medalla de bronce |
| 1982  | Medalla de bronce |
| 1984  | Medalla de bronce |
| 1986  | 4°                |
| 1988  | 7°                |
| 1990  | Medalla de bronce |
| 1992  | Medalla de plata  |
| Total | 13/13             |